# دختر نهایی (فیلم)
دختر نهایی (به انگلیسی: Final Girl) فیلمی اکشن ترسناک محصول ۲۰۱۵ به کارگردانی تایلر شیلدز و با شرکت ابیگیل برسلین، الکساندر لودویگ و وس بنتلی است. داستان فیلم در مورد یک گروه چهار نفره پسر می‌باشد که به دلیل تنفر از دختران به کشتن آنها می‌پردازند. شخصی به اسم ویلیام قبلاً در این گروه حضور داشت اما به دلیل مخالف بودن با کشتن دختران جوان از این گروه جدا شد و سرپرستی دختری را بر عهده گرفت و با تعلیم دادن به وی آن را آماده برای مقابله با این گروه کرد.

## بازیگران
- ابیگیل برسلین - ورونیکا
- الکساندر لودویگ - جیمسون
- وس بنتلی - ویلیام
- کامرون برایت - شین
- فرانچسکا ایستوود - گوئن